# Liste der deutschen Botschafter auf den Philippinen
Die Liste der deutschen Botschafter auf den Philippinen enthält die Botschafter der Bundesrepublik Deutschland auf den Philippinen. Sitz der Botschaft ist in Manila.
Die Botschaft ist ebenfalls für die Marshallinseln, die Föderierten Staaten von Mikronesien und Palau zuständig.

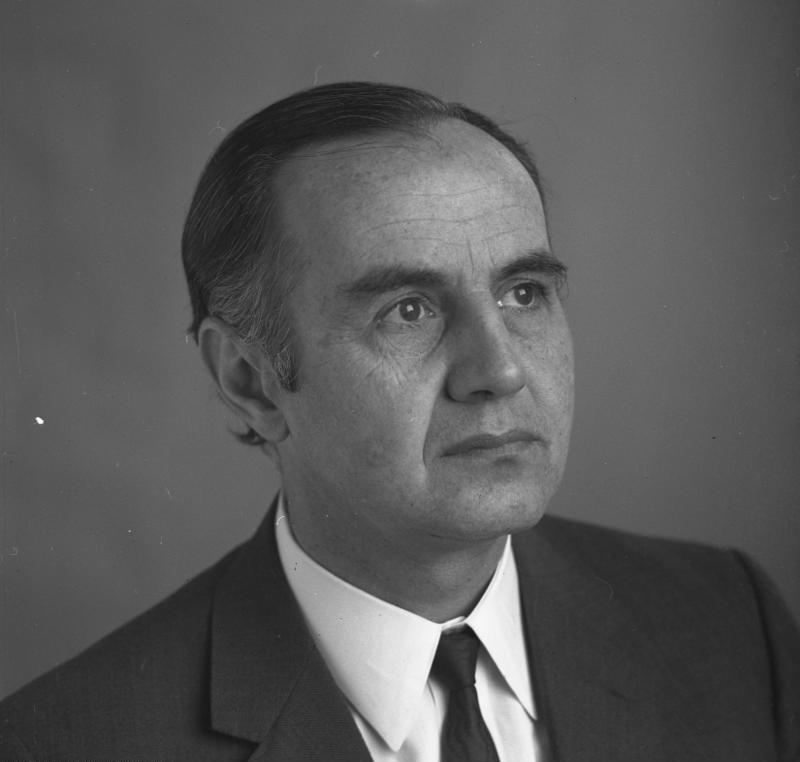
Wolfgang Eger (1974)

| Name                                       | Amtszeit  |
| ------------------------------------------ | --------- |
| Friedrich Leopold Freiherr von Fürstenberg | 1956–1963 |
| Günther Schlegelberger                     | 1963–1963 |
| Franz Ferring                              | 1963–1964 |
| Johann Karl von Stechow                    | 1964–1967 |
| Heinrich Röhreke                           | 1967–1969 |
| Jobst von Buddenbrock                      | 1970–1974 |
| Wolfgang Eger                              | 1974–1980 |
| Hildegunde Feilner                         | 1980–1983 |
| Klaus Zeller                               | 1983–1986 |
| Peter Scholz                               | 1986–1994 |
| Karl-Friedrich Gansäuer                    | 1995–1997 |
| Wolfgang Göttelmann                        | 1998–2000 |
| Herbert Jess                               | 2000–2004 |
| Axel Weishaupt                             | 2004–2007 |
| Christian-Ludwig Weber-Lortsch             | 2007–2011 |
| Joachim Heidorn                            | 2011–2013 |
| Thomas Ossowski                            | 2014–2016 |
| Gordon Kricke                              | 2016–2019 |
| Anke Reiffenstuel                          | 2019–2023 |
| Andreas Pfaffernoschke                     | seit 2023 |